# Safia blatchleyi
Safia blatchleyi är en fjärilsart som beskrevs av Haimbach 1928. Safia blatchleyi ingår i släktet Safia och familjen nattflyn. Inga underarter finns listade.